# Avatha novoguineana
Avatha novoguineana  là một loài bướm đêm thuộc họ Erebidae. Nó được tìm thấy ở New Guinea và Cape York, Úc.
Sải cánh dài khoảng 40 mm.